# پاتارا آلاوردی
پاتارا آلاوردی (گرجی: პატარა ალავერდი) یک کلیسای ارتدکس گرجی است که در شهرستان قاخ در شمال غربی جمهوری آذربایجان، در مرز با کشور گرجستان واقع شده است. پاتارا آلاوردی یک کلیسای گنبدی است که در محل یک کلیسای قدیمی با مشارکت جامعه محلی در سال ۱۸۸۸ میلادی ساخته شده است.